# Stefan Ulmer
Stefan Ulmer (Dornbirn, 1º dicembre 1990) è un hockeista su ghiaccio austriaco naturalizzato svizzero.

## Statistiche
Statistiche aggiornate a luglio 2013.

### Club
| Stagione | Squadra           | Stagione regolare | Stagione regolare | Stagione regolare | Stagione regolare | Stagione regolare | Stagione regolare | Playoff | Playoff | Playoff | Playoff | Playoff |
| Stagione | Squadra           | Lega              | P                 | G                 | A                 | Pt                | PIM               | P       | G       | A       | Pt      | PIM     |
| -------- | ----------------- | ----------------- | ----------------- | ----------------- | ----------------- | ----------------- | ----------------- | ------- | ------- | ------- | ------- | ------- |
| 2005-06  | GCK/ZSC Lions U20 | Elite Jr. A       | -                 | -                 | -                 | -                 | -                 |         |         |         |         |         |
| 2006-07  | GCK/ZSC Lions U20 | Elite Jr. A       | 32                | 2                 | 10                | 12                | 12                | 8       | 0       | 5       | 5       | 8       |
|          | GC Küsnacht Lions | NLB               | 3                 | 0                 | 0                 | 0                 | 2                 | 1       | 0       | 0       | 0       | 0       |
| 2007-08  | Spokane Chiefs    | WHL               | 37                | 3                 | 10                | 13                | 20                | 21      | 0       | 8       | 8       | 10      |
|          |                   | M-Cup             | 4                 | 0                 | 0                 | 0                 | 6                 | -       | -       | -       | -       | -       |
| 2008-09  | Spokane Chiefs    | WHL               | 63                | 8                 | 32                | 40                | 44                | 12      | 2       | 1       | 3       | 4       |
| 2009-10  | Spokane Chiefs    | WHL               | 67                | 8                 | 33                | 41                | 40                | 7       | 1       | 1       | 2       | 2       |
| 2010-11  | Lugano            | NLA               | 45                | 2                 | 5                 | 7                 | 16                | -       | -       | -       | -       | -       |
|          |                   | Playout           | 3                 | 0                 | 0                 | 0                 | 2                 | -       | -       | -       | -       | -       |
| 2011-12  | Lugano            | NLA               | 44                | 1                 | 8                 | 9                 | 22                | 6       | 1       | 2       | 3       | 6       |
| 2012-13  | Lugano            | NLA               | 48                | 2                 | 6                 | 8                 | 28                | 4       | 1       | 1       | 2       | 0       |
| 2013-14  | Lugano            | NLA               | 0                 | 0                 | 0                 | 0                 | 0                 |         |         |         |         |         |

### Nazionale
| Stagione | Livello       | Risultati     | Risultati | Risultati | Risultati | Risultati | Risultati |
| Stagione | Livello       | Competizione  | P         | G         | A         | Pt        | PIM       |
| -------- | ------------- | ------------- | --------- | --------- | --------- | --------- | --------- |
| 2005-06  | Austria U18   | WJC-18 D1     | 5         | 0         | 0         | 0         | 6         |
| 2006-07  | Austria U18   | WJC-18 D1     | 4         | 1         | 1         | 2         | 20        |
| 2007-08  | Austria U20   | WJC-20 D1     | 5         | 1         | 1         | 2         | 6         |
| 2008-09  | Austria U20   | WJC-20 D1     | 5         | 5         | 6         | 11        | 4         |
| 2009-10  | Austria U20   | WJC-20        | 6         | 0         | 6         | 6         | 10        |
| 2010-11  | Austria (all) | International | 10        | 0         | 1         | 1         | 6         |
| 2011-12  | Austria       | WC D1A        | 4         | 1         | 3         | 4         | 0         |
|          | Austria (all) | International | 13        | 3         | 6         | 9         | 6         |
| 2012-13  | Austria (all) | International | 3         | 1         | 1         | 2         | 0         |

## Palmarès

### Club
- Memorial Cup: 1

 Spokane Chiefs: 2008
- Western Hockey League: 1

 Spokane Chiefs: 2007-08

### Nazionale
- Campionato del mondo di hockey su ghiaccio - Prima Divisione: 1

 Austria: 2012
- Campionato del mondo di hockey su ghiaccio Under-20 - Prima Divisione: 1

 Austria U-20: 2009
- Campionato del mondo di hockey su ghiaccio Under-20 - Prima Divisione: 1

 Austria U-20: 2008

### Individuale
- Campionato del mondo di hockey su ghiaccio Under-20 - Prima Divisione:

2009 Best Defenseman
2009 Best Plus/Minus (+12)
2009 Most Assists (6)
2009 Most Goals (5)
2009 Most Points (11)
2009 Most Points by Defenseman (11)